# Скуиньш, Зигмунд
Зигмунд Янович Скуиньш (латыш. Zigmunds Skujiņš; 25 декабря 1926, Рига — 29 марта 2022) — советский и латвийский журналист, драматург, прозаик и переводчик. Народный писатель Латвийской ССР (1985). Почётный член Латвийской академии наук. 

## Жизненный путь
Зигмунд Скуиньш родился 25 декабря 1926 года в семье рабочих Яниса и Карлины Скуиней. Учился в 7-й Рижской городской начальной школе, в 1937 году переименованной в Рижскую Спилвскую городскую начальную школу.
После присоединения Латвии к Советскому Союзу в 1940 году вступил в пионеры и в составе делегации Латвийской ССР посетил Москву для празднования Международного дня молодёжи.
В 1941 году поступил на строительный факультет Рижского политехникума. В августе 1944 года Скуиньш был мобилизован в Латышский легион, в январе 1945 года оказался в госпитале в Нижней Саксонии, затем в лагере для интернированных латвийских легионеров.
Сбежал из лагеря и вернулся в Ригу, где учился в Художественной школе имени Яниса Розенталя (1945—1946).
В 1946 году начал карьеру журналиста: работал в газете латвийского комсомола «Padomju Jaunatne» и в сатирическом журнале «Dadzis». Первыми опубликованными произведениями были «Radiovilnī», «Jaunajā Komunārā», «Pionierī». Первой изданной книгой Скуиньша была «Ceļi un krustceļi» («Дороги и перекрестки»).
В соавторстве с Л. Лейманом написал сценарий к фильму «Меч и роза» (1959).
В 1965 году удостоен Государственной премии Латвийской ССР за роман «Внуки Колумба» (эранизирован в 1964 году — фильм «До осени далеко»).
После создания Советского фонда культуры в Латвии был создан аналогичный фонд, куда выдвинули Скуиньша наряду с Имантом Зиедонисом, Имантом Ланцманисом, Янисом Страдиньшем. Он стал членом его первого правления.
Зигмунд Скуиньш — самый переводимый писатель Латвии, его произведения изданы на других языках более чем в 7 миллионах экземпляров. 
В 1992—1995 годах — председатель Совета по радио и телевидению. 
З.Скуиньш, получивший всесоюзную известность в советское время, был признан и после восстановления независимости Латвии, награждён  Латвийской республикой. Его роман «Miesas krāsas domino» (Домино телесного цвета) включён в расширенную версию культурного канона Латвии. 
З.Скуиньш скончался в Риге 29 марта 2022 года в возрасте 95 лет.

## Проза
- Siržu zagļa uznāciens. R.: Daugava (2001)
- Miesas krāsas domino. R.: Preses nams (1999)
- Gulta ar zelta kāju. R.: Liesma (1984)
- Jauna cilvēka memuāri. R.: Liesma (1981)
- Vīrietis labākajos gados. R.: Liesma (1974)
- Kailums. R.: Liesma (1970)
- Sudrabotie mākoņi. R.: Liesma (1968)
- Fornarina. R.: Liesma (1964)
- Kolumba mazdēli. R.: Liesma (1961)

### Экранизации
- 1964 — «До осени далеко» — по роману «Внуки Колумба»
- 1977 — «Мужчина в расцвете лет» — по одноимённому роману
- 1981 — «Игра» — по роману «Обнажённость»

## Пьесы
- Sveiks, mīļais Blaumani! (1978)
- Brunču medības. R.: Liesma (1972)

## Публицистика
- Jātnieks uz lodes. R.: Preses nams (1996)
- Sarunas ar jāņtārpiņiem. R.: Preses nams (1992)
- Zibens locīšana. R.: Liesma (1978)

## Переводы
- A Man in His Prime [Vīrietis labākajos gados]. Tulk. Laura Beraha. Maskava: Progress (1981)
- Čolovik u rozkviti lit [Vīrietis labākajos gados]. Tulk. Iryna Lypovecka. Kyjiv: Dnipro (1982)
- Memuary molodoji ljudyny [Jauna cilvēka memuāri]. Tulk. Iryna Lypovecka. Kyjiv: Molod (1986)
- Внуки Колумба [Kolumba mazdēli]. Київ: Держиitвugaв УРСР (1963)
- Срібни хмари [Sudrabotie mākoņi]. Київ: Молодь (1970)
- Egy fiatalember emlékiratai [Jauna cilvēka memuāri]. Tulk. Mária Szabó. Budapest: Kozmosz (1989)
- Jaunuolio memuarai [Jauna cilvēka memuāri]. Tulk. E. Matviekas. Vilnius: Vituris (1988)
- Kolumbo anúkai [Kolumba mazdēli]. Vilnius: Valst. grož. lit. l-kla (1963)
- Vuras pačiame žydėjime [Vīrietis labākajos gados]. Tulk. Visvaldas Bronušas. Vilnius: Vaga (1980)
- Kolumba mazdēli. Tbilisi: Merani (1971).
- Kolumbuse lapselapsed [Kolumba mazdēli]. Tallinn: ERK (1964)
- Kuldjalaga voodi [Gulta ar zelta kāju]. Tulk. Oskar Kuningas. Tallinn: Eesti raamat (1989)
- Mees parimais aastais [Vīrietis labākajos gados]. Tallinn: Eesti Raamat (1976)
- Noore inimese memuaarid [Jauna cilvēka memuāri]. Tulk. Kalev Kalkun. Tallinn: Eesti raamat (1986)
- Кровать с золотой ножкой [Gulta ar zelta kāju]. Пер. С. Цебаковский M.: Советский писатель (1987)
- Мемуары молодого человека [Jauna cilvēka memuāri]. Пер. С. Цебаковский Р.: Лиесма (1984)
- Мужчина во цвете лет. Мемуары молодого человека [Vīrietis labākajos gados. Jauna cilvēka memuāri]. Пер. С. Цебаковский M.: Советский писатель (1991)
- Нагота [Kailums]. Пер. С. Цебаковский M.: Известия (1982)
- Наготa [Kailums]. Пер. С. Цебаковский Р.: Лиесма (1981)
- Внуки Колумба [Kolumba mazdēli]. Москва: Мол. гвардия (1961)
- Мемуары молодого человека [Jauna cilvēka memuāri]. Москва: Сов. писатель (1984)
- Молодые [Kolumba mazdēli]. Москва: Гослитиздат. (1961)
- Молодые [Kolumba mazdēli]. Москва: Известия (1967)
- Мужчина во цвете лет [Vīrietis labākajos gados]. Москва: Сов. писатель (1977)
- Серебристые облака [Sudrabotie mākoņi]. R.: Liesma (1969)
- Форнарина [Fornarina]. Москва: Мол. гвардия (1965)
- Memoarite na edin mlad čovek [Jauna cilvēka memuāri]. Tulk. Lilija Ilieva. Sofija: Narodna mladež (1986)
- Vnucite na Kolumb [Kolumba mazdēli]. Tulk. Ivan Trojanski. Varna: G. Bakalov (1979)
- Мьж в расцвета на силичи [Vīrietis labākajos gados]. София: Нар. култура (1980)
- Memoriile unui tînăr. Hermina pe asfalt [Jauna cilvēka memuāri. Sermuliņš uz asfalta]. Tulk. Natalia Stănescu; Ecaterina Şişmanian. Bucureşti: Univers (1988)
- Memuary młodego mężczyzny [Jauna cilvēka memuāri]. Tulk. Irena Opielińska. Warszawa: Czytelnik (1988)
- Mężczyzna w kwiecie wieku [Vīrietis labākajos gados]. Tulk. Aleksander Bogdański. Warszawa: Państwowy Instytut Wydawniczy (1987)
- Muž v najlepších rokoch [Vīrietis labākajos gados]. Tulk. Jana Tesařová. Bratislava: Tatran (1981).
- Paměti mladého muže [Jauna cilvēka memuāri]. Tulk. Vojtěch Gaja. Praha: MF (1985)
- Pán v nejlepších letech [Vīrietis labākajos gados]. Tulk. Vojtěch Gaja. Praha: Lidové nakladatelství (1981)
- Бальзам [Balzams]. Пер. С. Цебаковский. Moskva: Художественная литература (1976)
- Большая рыба [Lielā zivs] // Lielā zivs. Большая рыба. Der grosse Fisch. Пер. С. Цебаковский. Riga: Liesma (1985)
- Большая рыба [Lielā zivs]. Пер. С. Цебаковский. М.: Правда (1983)
- Когда приходит любовь и другие рассказы [Kad atnāk mīlestība un citi stāsti]. Пер. С. Цебаковский Р.: Лиесмa (1968)
- Der grosse Fisch [Lielā zivs] // Erlesenes 6 Novellen aus Estland, Lettland, Litauen. Berlin: Volk und Welt (1983)
- Der grosse Fisch [Lielā zivs] // Lielā zivs. Большая рыба. Der grosse Fisch. Tulk. Olga Rosneek. R.: Liesma (1985)